# NFL 2K
NFL 2K, är en amerikansk fotbolls datorpelserie utvecklad av Visual Concepts och publicerad av Sega. Serien var ursprungligen exklusiv till Sega's Dreamcast-spelkonsol på grund av att EA Sports Madden NFL-serien saknades på systemet. Som den främsta "2K" -titeln, markerade den början på en löpande serie som så småningom ledde till att 2Ks sportpubliceringsverksamhet slogs ut under namnet 2K Sports. Vid Dreamcasts avbrott fortsatte serien att publiceras för andra sjätte generationens konsoler och blev huvudkonkurrenten av Madden-serien.